# Амальтея (супутник)
Амальтея (лат. Amalthea, дав.-гр. Ἀμάλθεια) — один із внутрішніх супутників Юпітера. П'ятий за розміром (поступається лише галілеєвим) та третій за віддаленістю від Юпітера його супутник.
Амальтея має неправильну форму (її довга вісь вдвічі більша за коротку) та всіяна кратерами. На її темній червонуватій поверхні вирізняються світлі плями. Судячи з низької густини, Амальтея складається переважно з водяного льоду. Вона завжди повернена до Юпітера одним боком і знаходиться так близько до нього, що він виглядає з неї величезним диском діаметром 46 градусів. Усередині її орбіти міститься «павутинне кільце Амальтеї», утворене пилом з її поверхні.
Амальтею відкрив 9 вересня 1892 року Едвард Емерсон Барнард. Вона отримала ім'я кози (або німфи) Амальтеї з давньогрецької міфології; також відома як Юпітер V. Була сфотографована зблизька космічними апаратами «Вояджер-1» та «Вояджер-2» (1979), а також «Галілео» (що працював у системі Юпітера з 1995 по 2003 рік).

## Відкриття та назва
Амальтею відкрив Едвард Емерсон Барнард 9 вересня 1892 року в Лікській обсерваторії (США) за допомогою 91-сантиметрового рефрактора. Вона стала останнім супутником, відкритим під час візуальних спостережень (а не методом фотографії), і першим супутником Юпітера, виявленим після відкриття галілеєвих супутників 1610 року.
Барнард не вважав за потрібне давати цьому супутнику якесь ім'я. Він називав його просто п'ятим супутником Юпітера (JV, Jupiter V). У ті часи номерами позначали й галілеєві супутники — їх імена, запропоновані ще в XVII столітті, практично не використовували. Але інші астрономи незабаром після відкриття JV запропонували для нього багато варіантів назви. Так, Каміль Фламмаріон 1893 року запропонував назву «Амальтея» на честь кози (в пізнішіх варіантах міфу — німфи) Амальтеї, яка вигодувала молоком маленького Зевса (в римському пантеоні — Юпітера). Барнард же вважав, що ім'я годувальниці Зевса не підходить такому маленькому об'єкту. Крім того, воно вже було задіяне для одного з астероїдів. Проте це ім'я поступово ввійшло в ужиток і 1976 року було затверджене Міжнародним астрономічним союзом на XVI Генеральній асамблеї.
З назвою супутника пов'язані назви деталей його поверхні. Їм дають імена персонажів міфу про Амальтею та згаданих там географічних об'єктів. Станом на 2018 рік на цьому супутнику найменовано два кратера (Гея та Пан) і дві факули (Іда та Лікт).

## Орбіта та обертання
Радіус орбіти Амальтеї — всього 2,54 радіуса Юпітера (велика піввісь — 181 365,84 ± 0,02 км). Це найбільший з 4 супутників, що обертаються всередині орбіти Іо (група Амальтеї). Як і багато інших супутників, вона завжди повернена до планети одним боком (обертається синхронно).
Ексцентриситет та нахил орбіти Амальтеї — 0,003 і 0,374° відповідно — невеликі, але для близького до планети супутника досить значні. Ймовірно, це результат колишнього орбітального резонансу Амальтеї з Іо. З часом припливна дія Юпітера збільшила радіус орбіти Іо (майже не вплинувши на орбіту маленької Амальтеї), і резонанс зник. Якщо це вірно, то зараз ексцентриситет і, меншою мірою, нахил орбіти Амальтеї повільно зменшуються через припливну взаємодію з планетою. Це стосується і наступного за відстанню від Юпітера його супутника — Теби.
Орбітальний період Амальтеї — 11h 57m 23s — лише на 1/5 більший за юпітеріанську добу, і тому супутник на небі Юпітера рухається дуже повільно. Між його сходом та заходом проходить приблизно 29 годин. З Юпітера (з рівня його хмар) Амальтея виглядала б маленькою яскравою плямою. Її диск мав би розмір всього 8 мінут (в 3–4 рази менше Місяця, спостережуваного з Землі) та зоряну величину близько −4,7m (приблизно як Венера з Землі).
Юпітер же з поверхні Амальтеї виглядає величезним: 46,5 градусів у діаметрі, що в 93 рази більше за Місяць на земному небі. Оскільки Амальтея обертається синхронно, Юпітер на її небі нерухомий, а з одного боку його не видно ніколи. Доба Амальтеї вдвічі коротша за земну, причому на поверненому до планети боці кожен день спостерігається сонячне затемнення — Сонце ховається за Юпітером на півтори години. Коли Амальтея проходить над денним боком Юпітера, він освітлює її нічний бік у 900 разів сильніше, ніж повний Місяць — Землю.

## Фізичні характеристики

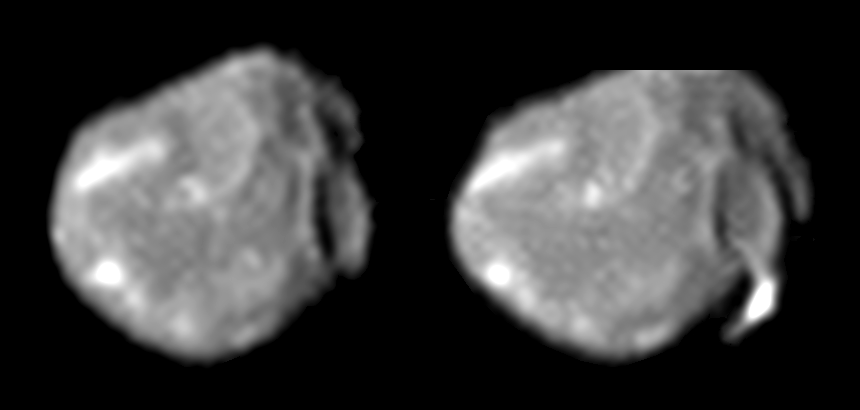
На кожному знімку ліворуч — бік, спрямований від Юпітера, праворуч — ведучий бік; яскраві плями — факула Іда (вгорі) та факула Лікт (унизу). Фото «Галілео» (1999).

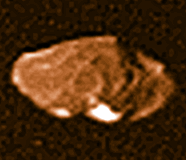
Ведучий бік Амальтеї (Юпітер праворуч, північ угорі). Кратер Пан видно на правому верхньому краю, кратер Гея з яскравими схилами — на нижньому. Фото «Вояджера-1» (1979).

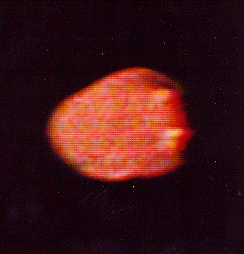
Бік Амальтеї, повернутий від Юпітера. Праворуч видно факули Іда (вгорі) та Лікт (унизу). Фото «Вояджера-1» (1979).

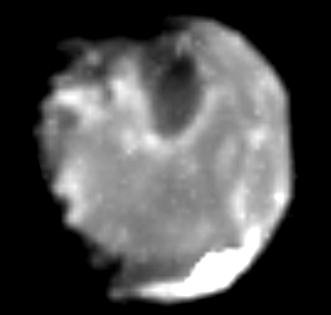
Бік Амальтеї, повернутий від Юпітера. Знімок «Галілео» (2000). Найдетальніше фото Амальтеї станом на 2018 рік. Факули Іда та Лікт — ліворуч, на термінаторі; внизу — яскрава пляма на краю кратера Гея.

Амальтея має неправильну форму (250 × 146 × 128 км), причому довга вісь завжди спрямована на Юпітер, а коротка — перпендикулярно площині орбіти. Супутник сильно кратерований, причому розміри деяких кратерів наближаються до розмірів самої Амальтеї. Наприклад, найбільший кратер Пан має діаметр близько 90 км і глибину не менше 8 км (можливо, і вдвічі більше). Інший кратер — Гея — сягає 75 км у діаметрі і не менш ніж 10–20 км у глибину. Навіть найбільші кратери Амальтеї мають просту чашоподібну форму без центральної гірки. Це наслідок малої сили тяжіння на супутнику.
Густина Амальтеї — всього 0,9 ± 0,1 г/см3. Це вказує на те, що вона складається переважно з водяного льоду, причому, ймовірно, нещільного. Можливо, колись метеоритні удари розбивали її на шматки, які потім знову збиралися докупи під дією гравітації. Але на те, щоб зробити Амальтею круглою, її гравітації не вистачило. Навіть в її центрі тиск, згідно з розрахунками, менший за 1 МПа (10 атмосфер) і, таким чином, не досягає межі міцності льоду.
Поверхня Амальтеї, судячи за деталями інфрачервоного спектру (глибока смуга поглинання на довжині хвилі 3 мкм) містить гідратовані мінерали або органічні сполуки. Інші особливості спектру вказують на наявність сірковмісних сполук.
За складом Амальтеї можна зробити деякі висновки щодо її утворення. За часів формування супутників Юпітера температура в районі її орбіти, згідно з розрахунками, перевищувала 800 °C, і, отже, там не міг з'явитися крижаний супутник. Ймовірно, Амальтея сформувалася на більш далекій орбіті або взагалі за межами системи Юпітера.
Амальтея випромінює дещо більше тепла, ніж отримує від Сонця. Це результат її нагрівання тепловим випромінюванням Юпітера  (≤9 K), відбитим від нього сонячним світлом  (≤5 K) і бомбардуванням зарядженими частинками  (≤2 K).

### Забарвлення
Поверхня Амальтеї дуже темна: вона відбиває в середньому 3,2 ± 0,3 % світла (альбедо Бонда), а її геометричне альбедо становить 9,0 ± 0,5 %. Ведучий бік супутника приблизно на чверть яскравіший за ведений. Імовірно, це результат бомбардування мікрометеоритами, яке більш сильне на ведучому боці (згідно з розрахунками, це бомбардування руйнує поверхню зі швидкістю близько 0,1 мкм на рік або кількасот метрів за час існування Сонячної системи). Супутник демонструє помітний опозиційний ефект (зростання яскравості з наближенням до протистояння): при зменшенні фазового кута з 6,7° до 1,6° яскравість Амальтеї збільшується на 40 %.
Амальтея — один із найбільш червоних об'єктів Сонячної системи. Її показник кольору B−V дорівнює 1,5±0,2m і, таким чином, за насиченістю червоного кольору вона, ймовірно, випереджає всі планети та великі супутники. До неї наближаються за кольором лише Марс (1,36m), Титан (1,28m) та Іо (1,17m). Однак її випереджають інший невеликий внутрішній супутник Юпітера — Метіда — і деякі ділянки поверхні Іо. Походження такого кольору Амальтеї залишається невідомим. Є версія, що він обумовлений осіданням на неї сірки, що викидається вулканами Іо (але цьому суперечить порівняння Амальтеї з Метідою та Тебою: ці супутники тим червоніші, чим далі пролягає їх орбіта від орбіти Іо). Можливо, якийсь внесок у забарвлення Амальтеї робить вплив заряджених часток, що рухаються в магнітосфері Юпітера.
Амальтея близька за фотометричними властивостями до інших внутрішніх супутників Юпітера (принаймні, до добре досліджених — Теби та Метіди). Серед них вона найяскравіша, але не вирізняється ані кольором, ані співвідношенням яскравості ведучого та веденого боку, ані величиною опозиційного ефекту (останні два параметри у названих трьох супутників майже однакові). Порівняно з галілеєвими супутниками Амальтея, як і Теба з Метідою, дуже темна та червона.
На Амальтеї є кілька світлих плям менш червоного кольору. Вони розташовані на схилах кратерів і на височинах. Їх походження поки не з'ясоване. Ймовірно, вони утворені світлим матеріалом з глибин супутника, який міг опинитися на поверхні завдяки метеоритним ударам або завдяки «сповзанню» матеріалу поверхні з височин униз. На височинах викид поверхневого матеріалу в космічний простір при ударах полегшений малим значенням другої космічної швидкості. Найбільша та найяскравіша така пляма знаходиться всередині та на краю кратера Гея; альбедо там підвищене не менш ніж у 2,3 рази. Менша пляма розташована в кратері Пан, а три ще менших — біля того кінця Амальтеї, який спрямований від Юпітера. Дві плями з цих трьох отримали назви (факула Іда й факула Лікт), тоді як найяскравіші лишилися безіменними.

## Взаємодія з кільцями Юпітера
Завдяки припливному впливу Юпітера, відцентровій силі, а також низькій густині та сильній витягнутості Амальтеї, друга космічна швидкість на деяких її ділянках не перевищує 1 м/с, і пил, що його вибивають мікрометеорити, легко покидає поверхню. Далі він розповсюджується орбітою Амальтеї, а згодом поступово наближається до Юпітера через ефект Пойнтінга — Робертсона. Цей пил утворює одне з кілець Юпітера — «павутинне кільце Амальтеї» (англ. Amalthea gossamer ring). Воно простягається від орбіти Амальтеї всередину, де простежується до головного кільця Юпітера; концентрація частинок у ньому росте з наближенням до планети. Напівтовщина кільця приблизно дорівнює максимальному відхиленню Амальтеї від площини екватора Юпітера (1188 ± 6 км). У середній площині кільця частинок менше, ніж вище і нижче. Це кільце вкладене в аналогічне (але більш широке, товсте та розріджене) кільце Теби.
«Галілео», пролітаючи біля Амальтеї 5 листопада 2002 року, зафіксував своїм зоряним сканером 7–9 невідомих об'єктів південніше неї. Швидше за все, це дрібні супутники Юпітера (частинки кільця) — можливо, викинуті з Амальтеї метеоритними ударами. Відстань до них визначити не вдалося. Невідомим залишився і їх розмір, але деякі міркування вказують на те, що він лежить у межах від півметра до кількох десятків кілометрів (пізніше вдалося встановити, що в районі орбіти Амальтеї немає тіл розміром >1 км). На наступному витку орбіти (21 вересня 2003, за годину до свого знищення) «Галілео» виявив поблизу орбіти Амальтеї ще один подібний об'єкт. Того разу Амальтея була з іншого боку Юпітера, що вказує на те, що ці мікросупутники утворюють кільце поблизу її орбіти.

## Дослідження

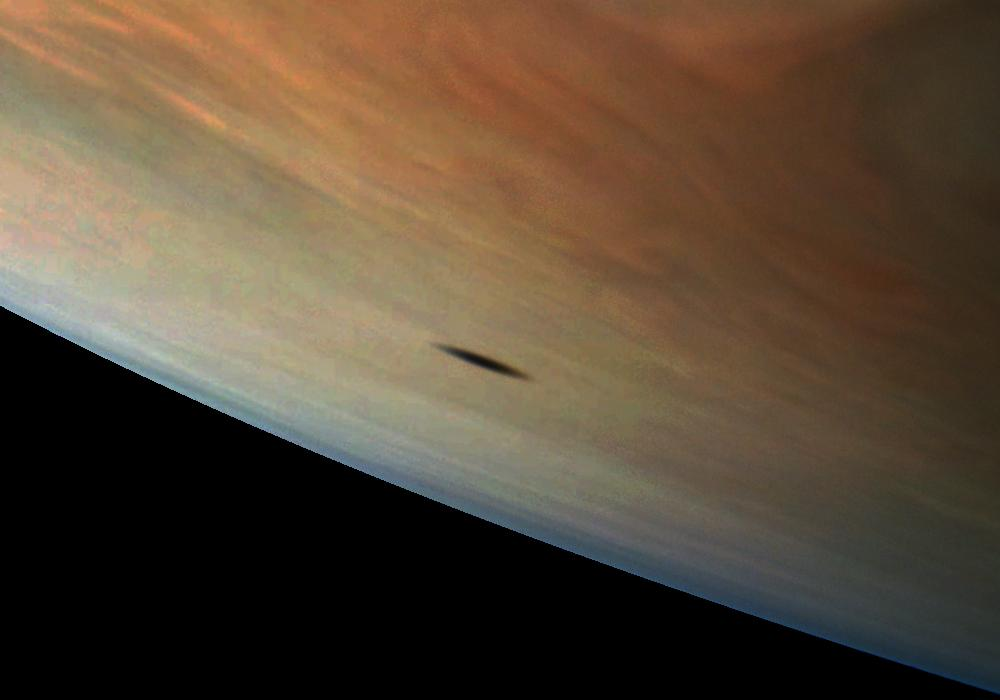
Тінь Амальтеї на поверхні Юпітера (знімок «Юнони», 2017).

Перші знімки, на яких видно деталі поверхні Амальтеї, зробив космічний апарат «Вояджер-1» у березні 1979 року. Через 4 місяці систему Юпітера відвідав «Вояджер-2». Перший зонд сфотографував супутник з різних боків, а другий — лише сторону, повернену від Юпітера, причому на його фоні. Роздільна здатність найкращих знімків Амальтеї, зроблених цими апаратами, становить 8 і 10 км на пару ліній відповідно. Вони також відзняли інфрачервоний спектр (за яким була розрахована температура поверхні) та отримали деякі дані про видимий спектр.
Через 17 років Амальтею почав досліджувати «Галілео». Перший її знімок він зробив 7 вересня 1996, а найдетальніший (2,4 км/піксель) — 4 січня 2000. Востаннє «Галілео» пролетів повз Амальтею 5 листопада 2002 на відстані 244 кілометри від її центру, і вимірювання відхилень у русі апарата дозволило обчислити її масу. Зробити фотографії тоді не вдалося (камери «Галілео» були вимкнені через пошкодження радіацією ще в січні), але зоряний сканер зафіксував поблизу орбіти Амальтеї кілька об'єктів невідомого розміру (ймовірно, частинок кільця). Ще один подібний об'єкт був виявлений 21 вересня 2003, за годину до згоряння «Галілео» в атмосфері Юпітера. Крім того, під час цих прольотів апарат реєстрував спеціальним детектором удари мікроскопічних частинок кільця та передавав дані про їх маси, швидкості та напрямки руху.
В 2000–2001 Амальтею на своєму шляху до Сатурна спостерігав «Кассіні», що дозволило уточнити її орбіту. 2006 року орбіту супутника було уточнено за даними апарата «Нові горизонти». 2017 року «Юнона» сфотографувала тінь Амальтеї на поверхні Юпітера.
Навіть після польотів космічних апаратів зберігають своє значення спостереження Амальтеї з Землі та земної орбіти: на великих телескопах тривають її астрометричні, фотометричні та спектрометричні дослідження. Так, у 2002–2003 році на 8,2-метровому телескопі «Субару» було отримано її спектр у діапазоні 800–4200 нм, а 1996 року на 2,4-метровому орбітальному телескопі «Хаббл» — у діапазоні 250–800 нм. Ці спостереження дали змогу зробити деякі висновки щодо складу поверхні Амальтеї. Кожні 6 років відбуваються взаємні покриття супутників Юпітера, і їх спостереження дозволяють отримати дуже точні дані про положення цих супутників, а також деякі дані про їх поверхню. Зокрема, 2009 року на двох двометрових телескопах Фолкса проводилися спостереження покриттів Амальтеї галілеєвими супутниками.